# 関西財界フォーラム
『関西財界フォーラム』（かんさい・ざいかい・フォーラム）は、朝日新聞大阪本社、朝日放送が共同で主催し、毎年1月に開催、朝日放送テレビにて放送されるテレビシンポジウムである。
第1回は大阪テレビ放送時代の1959年に行われた。当初は「関西財界大いに語る!!」「東西財界・テレビ名刺交換会」「関西財界人・名刺交換会」というタイトルで行われていた。
このシンポジウムでは、関西経済連合会、関西経済同友会、関西経営者協会、大阪商工会議所からそれぞれの代表者、並びに朝日新聞大阪本社編集委員を会場に招き、前年の景気動向についての課題を洗い出し、また来る新年に向けた関西の経済・産業へ向けた建設的な提言、展望などを討論する物となっており、司会は朝日放送テレビのアナウンサーが担当している。

## 過去の出席者・討議

### 2017年
1月4日　10:37-11:30生放送　会場：朝日放送テレビスタジオ
- 大阪商工会議所会頭　尾崎裕（大阪瓦斯株式会社会長）
- 関西経済連合会会長　森詳介（関西電力株式会社会長）
- 関西経済同友会代表幹事　村尾和俊（西日本電信電話株式会社社長）
- 多賀谷克彦（朝日新聞大阪本社編集委員）
- コーディネーター　浦川泰幸・塚本麻里衣（ABCアナウンサー）
- 討議テーマ
  1. 関西のものづくりの将来
  2. 関西の観光戦略と振興策
  3. 一億総活躍社会を目指して

### 2018年
1月4日　10:30-11:30生放送　会場：朝日放送テレビスタジオ
- 大阪商工会議所会頭　尾崎裕（大阪瓦斯株式会社会長）
- 関西経済連合会会長　森詳介（関西電力株式会社相談役）
- 関西経済同友会代表幹事　蔭山秀一（株式会社三井住友銀行副会長）
- 多賀谷克彦（朝日新聞大阪本社編集委員）
- コーディネーター　岩本計介[注釈 2]・塚本麻里衣（ABCアナウンサー）
- 討議テーマ

1. 万博（2025年）、IR
2. どうなる?インバウンド
3. 関西企業の成長戦略

### 2019年
1月4日 10:25-11:30生放送　会場：朝日放送テレビスタジオ
- 大阪商工会議所会頭　尾崎裕（大阪瓦斯株式会社会長）
- 関西経済連合会会長　松本正義（住友電気工業代表取締役会長）
- 関西経済同友会代表幹事　黒田章裕（コクヨ代表取締役会長）
- ジーリーメディアグループ社長 吉田皓一
- 多賀谷克彦（朝日新聞大阪本社編集委員）
- コーディネーター　上田剛彦・塚本麻里衣（いずれも朝日放送テレビアナウンサー）
- 討議テーマ

1. 大阪万博開催について[注釈 3]

### 2021年
2021年1月4日 10:25-11:42生放送　会場：朝日放送テレビスタジオ
※この年は番組タイトルを『大激論!どうなる関西～財界フォーラム2021～』とした。
- 大阪商工会議所会頭　尾崎裕（大阪瓦斯株式会社会長）
- 関西経済連合会会長　松本正義（住友電気工業代表取締役会長）
- 関西経済同友会代表幹事　深野弘行（伊藤忠商事関西担当専務理事）
- 大阪府知事　吉村洋文
- 株式会社刀代表 森岡毅（かつてユニバーサル・スタジオ・ジャパンのV字回復を成し遂げた立役者）
- コーディネーター　堀江政生・東留伽（いずれも朝日放送テレビアナウンサー）
- 討議テーマ

1. 「新型コロナ禍で未曾有のダメージを受けた関西経済を「V字回復させる道」」について